# Antonio Forniz
Antonio Forniz (Lestizza, 3 agosto 1905 – Pordenone, 6 aprile 1984) è stato un partigiano, giornalista e storico italiano.

## Biografia
Figlio di Luigi Forniz e Santa Ciani dopo l'infanzia trascorsa a Lestizza si trasferì nella casa paterna di Porcia all'inizio della prima guerra mondiale. Al termine del conflitto si trasferì a Udine dove riprese gli studi e conseguì il diploma di ragioniere.
Nel 1927 fu ammesso al corso per Allievi Ufficiali di Artiglieria di Pola. Nel 1928 venne nominato sottotenente di artiglieria a Cerignola. Nel 1929 venne assunto dalla Banca del Friuli di Udine, presso la quale svolse le mansioni di cassiere nella filiale di Codroipo e di capo contabile in quella di Cordovado. Nel 1936 passò alle dipendenze della Società Friulana di Elettricità, in seguito ENEL, dove svolse dapprima le mansioni di cassiere poi di capocontabile e infine di capo dell'ufficio commerciale della sede di Udine fino al 1970 anno in cui venne posto in quiescenza e rientrò a Porcia. Nel 1940 sposò Amabile Chiarotto.
All'inizio della Seconda Guerra Mondiale, venne richiamato alle armi con il grado di tenente di artiglieria e inviato in zona di operazioni, sul fronte orientale. Successivamente fu promosso capitano e quindi primo capitano. Con tale grado svolse le funzioni di aiutante maggiore in prima, del XXIII Reggimento Artiglieria di Udine. 
Dopo l'8 settembre 1943 aderì alle Brigate Osoppo, presso le quali operò fino alla fine del conflitto. Venne decorato con la Croce al merito di guerra per l'attività svolta durante il periodo bellico 1940-1943 e con la Croce di guerra per l'attività partigiana.
L'Accademia di Scienze e Lettere ed Arti di Udine lo ha eletto socio ordinario nel 1968.
Dal 1974 al 1981 ha diretto il Museo Civico d'Arte di Pordenone in veste di commissario straordinario. Durante tale periodo ha organizzato le seguenti mostre d'arte: Gasparo Narvesa, Argenteria Sacra, Stoffe antiche del Friuli occidentale, Ceramica nel Friuli occidentale, Luigi Vettori, Pomponio Amalteo, Isacco Fischer. Due di esse (Ceramica nel Friuli occidentale e Stoffe antiche nel Friuli occidentale) assunsero respiro extra provinciale e regionale, essendo state allestite: la prima a Villa Manin a Passariano e la seconda a Palazzo Grassi a Venezia. In riconoscimento di detta attività e delle sue competenze il Consiglio comunale di Pordenone con deliberazione n.3 del 18 gennaio 1982 gli conferì la cittadinanza onoraria.
Su incarico del Centro Regionale di Catalogazione dei beni culturali del Friuli presso Villa Manin di Passariano, compilò le schede del Quaderno n.8-Porcia ovvero un'opera di ricognizione del patrimonio architettonico ed artistico purliliese dopo i sismi del 1976.
Fu membro di numerose associazioni culturali, storiche ed artistiche nazionali tra cui: l'Associazione Nazionale per Aquileia, l'Associazione Nazionale per i Castelli, la Società filologica friulana, Italia Nostra, Propordenone e Commissione Diocesana di Arte Sacra Concordia-Pordenone.  Ricoprì fino alla morte l'incarico di Ispettore onorario alle Antichità, ai Monumenti e alle opere d'arte della Sopraintendenza dei Beni Ambientali e Culturali per l'area del Friuli occidentale.
Pubblicò oltre 250 scritti di storia e arte locali ed è stato per anni collaboratore di quotidiani (Messaggero Veneto e Il Gazzettino) e periodici (Arte Veneta, Il Noncello, Itinerari, Bollettino delle Civiche Istituzioni culturali di Udine, Quaderni della Face, Sot la Nape, Il Popolo). Per questa attività il Circolo della Stampa di Pordenone gli conferì il “Pennino d'Oro”.
Il Presidente della Repubblica italiana gli conferì le Onorificenze di Cavaliere, Cavaliere Ufficiale e Commendatore dell'Ordine al Merito della Repubblica rispettivamente negli anni 1970, 1976 e 1981. 
La Deputazione di Storia Patria per il Friuli lo ha annoverato tra i soci corrispondenti e quindi tra i soci deputati.  L'Associazione Propordenone gli ha conferito il premio “S. Marco”, riservato ai pordenonesi che più si sono distinti nel campo sociale, produttivo o culturale della Provincia stessa.
Antonio Forniz riposa a Porcia dove sulla sua lapide si legge l'epitaffio: "studioso di storia e arte di questa amena, amata terra". Alla sua memoria il Comune di Porcia ha dedicato una via nel centro storico.